# 固伦纯悫公主
固伦纯悫公主（1685年—1710年），康熙帝第十女，生母監生常素保之女通嫔烏拉那拉氏。

## 生平
康熙二十四年 (1685年) 二月十六日午時出生，世宗評價「朕六妹纯悫公主在日赋性柔嘉，秉心淑慎。」康熙四十五年（1706年）五月，时年二十二岁的皇十女下嫁蒙古喀尔喀台吉策棱博尔济吉特氏。同年十一月，受封为和硕纯悫公主，胭脂地在察哈尔蒙古地区。康熙四十九年三月二十四日，純愨公主去世，享年二十六岁。雍正二年，世宗将敦恪公主之女嫁给纯悫公主之子苏巴什礼。除了给外甥女置办丰厚的嫁妆外，世宗还将敦恪公主的陪嫁人户和純愨公主小叔子额驸恭格喇布坦之妻县君的陪嫁人户合编为镶黄旗蒙古旗下一佐领，给外甥苏巴什礼管理。同时，照宗室例封苏巴什礼为辅国公，高于蒙古公爵。雍正十年（1732年）十二月初八日，公主因丈夫策棱大敗準噶爾軍而追赠为固伦纯悫公主，亦作固伦纯悫长公主。乾隆十五年額駙定邊左副將策棱逝世前，请求夫妇合葬于京师郊外。